# Stilpon angkorensis
Stilpon angkorensis är en tvåvingeart som beskrevs av Igor Shamshev 2006. Stilpon angkorensis ingår i släktet Stilpon och familjen puckeldansflugor.
Artens utbredningsområde är Kambodja. Inga underarter finns listade i Catalogue of Life.